# Elezioni parlamentari in Algeria del 2007
Le elezioni parlamentari in Algeria del 2007 si tennero il 17 maggio per il rinnovo dell'Assemblea popolare nazionale.

## Risultati
| Liste                                                | Voti      | %     | Seggi |
| ---------------------------------------------------- | --------- | ----- | ----- |
| Fronte di Liberazione Nazionale                      | 1.314.494 | 22,95 | 136   |
| Raggruppamento Nazionale Democratico                 | 597.712   | 10,44 | 62    |
| Movimento della Società per la Pace                  | 556.401   | 9,71  | 51    |
| Partito dei Lavoratori                               | 291.395   | 5,09  | 26    |
| Fronte Nazionale Algerino                            | 241.594   | 4,22  | 15    |
| Movimento della Rinascita Islamica                   | 193.908   | 3,39  | 5     |
| Raggruppamento per la Cultura e la Democrazia        | 185.616   | 3,24  | 19    |
| Movimento El-Infitah                                 | 150.423   | 2,63  | 3     |
| Movimento per la Riforma Nazionale                   | 146.528   | 2,56  | 3     |
| Movimento per la Gioventù e la Democrazia            | 130.992   | 2,29  | 5     |
| Ahd 54                                               | 129.865   | 2,27  | 2     |
| Alleanza Nazionale Repubblicana                      | 125.862   | 2,20  | 4     |
| Movimento dell'Intesa Nazionale                      | 121.961   | 2,13  | 4     |
| Movimento Nazionale per la Natura e lo Sviluppo      | 115.075   | 2,01  | 7     |
| Partito Nazionale per la Solidarietà e lo Sviluppo   | 114.247   | 1,99  | -     |
| Fronte Nazionale degli Indipendenti per la Concordia | 112.263   | 1,96  | 3     |
| Partito del Rinnovamento Algerino                    | 103.356   | 1,80  | 4     |
| Raggruppamento Algerino                              | 100.391   | 1,75  | 1     |
| Movimento Nazionale della Speranza                   | 98.604    | 1,72  | 2     |
| Raggruppamento Patriottico Repubblicano              | 84.497    | 1,48  | 2     |
| Fronte Nazionale Democratico                         | 78.596    | 1,37  | 1     |
| Partito Repubblicano Progressista                    | 79.452    | 1,39  | -     |
| Movimento Democratico e Sociale                      | 50.879    | 0,89  | 1     |
| Partito Socialista dei Lavoratori                    | 39.547    | 0,69  | -     |
| Indipendenti                                         | 564.169   | 9,85  | 33    |
| Totale                                               | 5.727.827 |       | 389   |

- I dati proclamati dal Consiglio costituzionale e quelli pubblicati in Gazzetta ufficiale sono parzialmente divergenti, nella specie:
  - per il Movimento Nazionale per la Natura e lo Sviluppo, il Consiglio indica 790 voti in meno (114.285 anziché 115.075);
  - per il complesso delle liste che non hanno ottenuto seggi (Partito Nazionale per la Solidarietà e lo Sviluppo, Partito Repubblicano Progressista e Partito Socialista dei Lavoratori), il Consiglio indica, implicitamente, 790 voti in più (234.036 voti anziché 233.246), essendo il totale dei voti ottenuti da tali liste deducibile per differenza tra voti validi e voti ottenuti dalle liste che hanno ottenuto seggi.